# 22827 Arvernia
A 22827 Arvernia (ideiglenes jelöléssel 1999 RQ45) a Naprendszer kisbolygóövében található aszteroida. Thierry Pauwels fedezte fel 1999. szeptember 8-án.